# Acomastylis humilis
Acomastylis humilis là loài thực vật có hoa trong họ Hoa hồng. Loài này được (R. Br.) Rydb. mô tả khoa học đầu tiên năm 1913.